# 叶正襄
叶正襄（1936年6月—），曾用名叶镇湘，男，汉族，湖南宁乡人，中华人民共和国政治人物。曾任中国植物保护学会常务理事。第七、八、九届全国政协委员。